# Рота поліції «Суми»
Рота поліції «Суми» — спецпідрозділ патрульної служби поліції особливого призначення Головного управління Національної поліції в Сумській області.  

## Історія
Порушення державного суверенітету та конституційного ладу на півдні і сході України після Революції гідності зумовили прийняття керівництвом країни рішення про створення 30 додаткових до існуючих спецпідрозділів міліції для охорони правопорядку в регіонах. В Сумській області із патріотично налаштованих громадян 16 квітня 2014 року був створений добровольчий батальйон патрульної служби міліції особливого призначення «Суми». Основними завданнями спецпідрозділу стала охорона громадського порядку в Сумах, а також забезпечення правопорядку у прикордонних районах і місцях порушень конституційного ладу в Україні. На посади рядового і молодшого начальницького складу батальйону були запрошені цивільні особи із числа добровольців.
Для фінансування батальйону патрульної служби міліції особливого призначення Сумська обласна рада виділила 1 млн гривень. Кошти були витрачені на придбання форменого одягу і взуття, засобів радіозв'язку, бронежилетів і спецзасобів.
Спецпризначенці пройшли вишколи на території області, які включали як теоретичну, так і практичну підготовку — стрільби, бойове злагодження загонів. Після атестації та одержання службових посвідчень працівників міліції, особовий склад батальйону отримав штатну легку стрілецьку зброю. Першим викликом стала нейтралізація запланованих на 1 і 9 травня спроб по дестабілізації ситуації на Сумщині. Особовий склад підрозділу забезпечив належний правопорядок.
Бійці батальйону «Суми» продовжують підтримувати спокій у обласному центрі. Також, вони на принципах ротації беруть участь у захисті суверенітету та цілісності держави в районі проведення АТО на сході України. Згідно із планом штабу АТО, узгодженому з МВС, періодично формуються загони сумських спецпризначенців, які строком на один-півтора місяця вирушають у службове відрядження в зону АТО. По поверненню, міліціонери одержують коротку семиденну відпустку, після якої продовжують нести службу в Сумах.

У другій половині травня перший загін сумських спецпризначенців виїхав із Сум до Слов'янська у Донецьку область. У Слов'янську правоохоронці узяли участь у відбудові мирного життя: патрулюванню вулиць, виявленню та затриманню сепаратистки налаштованих громадян. Міліціонер Анатолій Авраменко після повернення до Сум заявив:
29.06.2016 Бійців спецпідрозділу «Суми», що проявили особисту мужність під час виконання службових обов'язків, нагородили почесними грамотами. Сьогодні рота патрульної служби «Суми» — єдиний підрозділ Головного управляння Національної поліції області, бійці якого несуть службу на сході України.

## Втрати
- Волков Іван Володимирович, капітан міліції, командир взводу, помер 1 березня 2015 року.